# Eric Dier
Eric Jeremy Edgar Dier (sinh ngày 15 tháng 1 năm 1994) là một cầu thủ bóng đá chuyên nghiệp người Anh hiện đang thi đấu cho câu lạc bộ Ligue 1 Monaco ở vị trí tiền vệ phòng ngự hoặc trung vệ. 
Eric Dier sinh ra ở Cheltenham, Anh, nhưng lớn lên ở Bồ Đào Nha, nơi anh bắt đầu sự nghiệp bóng đá của mình tại Sporting CP. Anh có trận ra mắt đội dự bị và đội một vào năm 2012 sau một thời gian cho Everton mượn. Năm 2014, anh chuyển đến Tottenham Hotspur với hợp đồng 5 năm với giá 4 triệu bảng Anh. Anh đã có hơn 200 lần ra sân cho Tottenham, bao gồm trận chung kết League Cup 2015 và chung kết UEFA Champions League 2019.
Mặc dù nhận được sự quan tâm từ Bồ Đào Nha, nhưng Dier đã chọn đại diện cho Anh trong bóng đá quốc tế. Anh có trận ra mắt đội tuyển quốc gia vào tháng 11 năm 2015 và được chọn tham dự UEFA Euro 2016, FIFA World Cup 2018 và FIFA World Cup 2022.

## Cuộc sống ban đầu và cá nhân
Eric Dier sinh ra ở Cheltenham, Gloucestershire cùng với Jeremy và Louise Dier. Cha của anh là một cựu tay vợt chuyên nghiệp. Dier là cháu trai của Ted Croker, cựu thư ký của Hiệp hội Bóng đá Anh (FA) và chủ tịch của Cheltenham Town, và là cháu chắt của Peter Croker, người từng chơi chuyên nghiệp cho Charlton Athletic.
Dier chuyển đến Bồ Đào Nha từ Anh khi anh lên bảy tuổi, khi mẹ anh được đề nghị làm việc quản lý chương trình tiếp khách tại UEFA Euro 2004. Cùng với cha mẹ và năm anh chị em của mình, Dier đã sống một năm ở vùng Algarve trước khi chuyển đến Lisbon. Năm 2010, bố mẹ anh trở về Anh trong khi Dier vẫn ở Bồ Đào Nha, sống tại học viện của Sporting CP.

## Sự nghiệp câu lạc bộ

### Sự nghiệp ban đầu
Trong khi chơi bóng đá tại Trường Phổ thông Trung học Quốc tế ở Lisbon, khả năng chơi bóng của Dier đã được thầy giáo thể dục Miguel Silva phát hiện, người đã giới thiệu anh với Sporting Lisbon để thử việc khi mới 8 tuổi. Dier ký hợp đồng chuyên nghiệp với Sporting vào tháng 4 năm 2010. Câu lạc bộ Bồ Đào Nha đã đánh bại Arsenal, Manchester United và Tottenham Hotspur để có được chữ ký của anh. Sporting cũng bán 50% quyền kinh tế của cầu thủ cho một bên thứ ba là Quality Football Ireland Limited.
Vào tháng 1 năm 2011, Dier đồng ý gia nhập Everton theo dạng cho mượn cho đến ngày 30 tháng 6. Trang web chính thức của Sporting CP tuyên bố rằng việc cho mượn là "cơ hội để cầu thủ phát triển trong một môi trường cạnh tranh và khắt khe hơn". Dier đã ra sân 10 lần cho đội U18 Everton trong thời gian cho mượn và giành chức vô địch Premier League U18 2010–11 cùng đội. Dier gặp khó khăn trong việc hòa nhập lại với cuộc sống ở Anh, nhưng vào mùa hè năm 2011, anh đã gia hạn thời gian cho mượn ở học viện Everton thêm 12 tháng.

### Đột phá tại Sporting
Vào ngày 26 tháng 8 năm 2012, Dier ra mắt đội Sporting B trong chiến thắng 3-1 trên sân khách trước Atlético trong khuôn khổ giải Segunda Liga 2012–13, thay Diego Rubio ở phút thứ 77. Vào ngày 4 tháng 11 năm 2012, Dier ghi bàn thắng cao cấp đầu tiên bằng một cú đá phạt trực tiếp vào lưới Benfica B trong chiến thắng 3-1 trên sân khách trong khuôn khổ giải Segunda Liga.
Vào ngày 11 tháng 11 năm 2012, Dier được gọi lên đội một trong chiến thắng 1-0 trên sân nhà trước Braga tại Primeira Liga, kiến tạo cho Ricky van Wolfswinkel ghi bàn thắng duy nhất của trận đấu. Mười lăm ngày sau, anh ghi bàn thắng đầu tiên cho đội một của Sporting trong trận hòa 2-2 trên sân khách trước Moreirense.

### Tottenham Hotspur

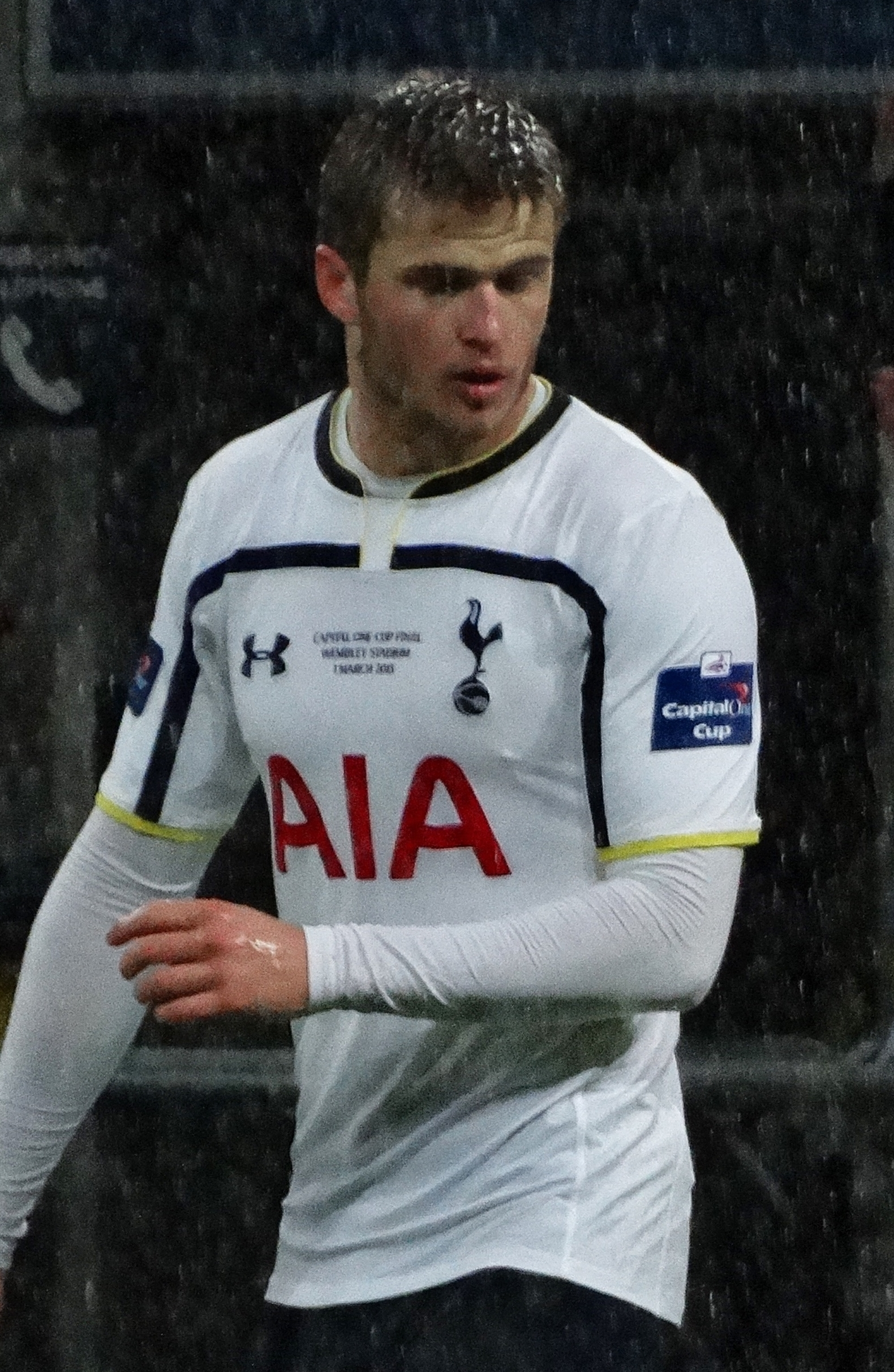
Dier chơi cho Tottenham Hotspur ở chung kết League Cup 2015

Vào ngày 2 tháng 8 năm 2014, Dier ký hợp đồng 5 năm với Tottenham Hotspur với giá 4 triệu bảng. Anh ra mắt CLB trong ngày đầu tiên của mùa giải Premier League 2014-15 trên sân khách gặp West Ham United vào ngày 16 tháng 8 và ghi bàn thắng duy nhất của trận đấu trong thời gian bù giờ. Tám ngày sau, trong trận đấu thứ hai và là trận ra mắt trên sân White Hart Lane, anh đánh đầu ghi bàn từ quả phạt góc của Erik Lamela trong chiến thắng 4-0 trước Queens Park Rangers, đội bóng mới lên hạng. Dier đá chính vào ngày 1 tháng 3 năm 2015 khi Tottenham thua Chelsea trong trận chung kết League Cup 2015 tại Wembley Stadium.
Dier ký hợp đồng mới vào ngày 9 tháng 9 năm 2015, có thời hạn đến năm 2020. Trong mùa giải 2015–16, anh được huấn luyện viên trưởng Tottenham, Mauricio Pochettino sử dụng ở vị trí tiền vệ phòng ngự, trở thành đối tác thường xuyên của Mousa Dembélé khi Tottenham thách thức nhà vô địch Leicester City cho chức vô địch Premier League. Vào ngày 15 tháng 8, anh ghi bàn thắng đầu tiên của Tottenham trong mùa giải Premier League trong trận hòa 2-2 trên sân nhà trước Stoke City, và vào ngày 26 tháng 9, Dier ghi bàn gỡ hòa cho đội nhà trong chiến thắng 4-1 trên sân nhà trước Manchester City.
Vào ngày 13 tháng 9 năm 2016, Dier ký hợp đồng mới có thời hạn 5 năm đến năm 2021. Trong mùa giải 2016–17, Dier trở lại vị trí trung vệ do Tottenham chiêu mộ tiền vệ phòng ngự Victor Wanyama và chấn thương của các hậu vệ Toby Alderweireld và Jan Vertonghen. Anh ra mắt UEFA Champions League trong trận thua 2-1 trước AS Monaco FC ở trận mở màn vòng bảng của Tottenham tại Wembley Stadium. Vào ngày 25 tháng 10 năm 2016, Dier lần đầu tiên đeo băng đội trưởng Tottenham trong trận thua 2-1 trước Liverpool tại Anfield ở vòng 4 EFL Cup. Anh cũng được trao băng đội trưởng cho các trận đấu vòng 3 và vòng 4 FA Cup gặp Aston Villa và Wycombe Wanderers. Vào ngày 1 tháng 4 năm 2017, Dier ghi bàn thắng đầu tiên của mùa giải 2016-17 trong chiến thắng 2-0 trước Burnley ở Premier League.
Trong mùa giải 2018–19, Dier ghi bàn thắng đầu tiên của mùa giải, cũng là bàn thắng đầu tiên của anh sau 18 tháng, trong chiến thắng 1–0 trước Cardiff City, giúp Tottenham có khởi đầu mùa giải tốt nhất cùng với họ sau 8 trận đấu tại Premier League. Anh đã trải qua phẫu thuật vào giữa tháng 12 năm 2018 do viêm ruột thừa, và trở lại đội vào ngày 20 tháng 1 năm 2019, vào sân thay người trong trận đấu với Fulham. Tuy nhiên, anh tiếp tục chịu những ảnh hưởng sau phẫu thuật viêm ruột thừa, liên tục ốm và bỏ lỡ các trận đấu. Vào ngày 1 tháng 6, trong lần đầu tiên Tottenham tham dự trận chung kết Champions League, Dier đã thay thế Moussa Sissoko bị chấn thương trong 16 phút cuối cùng của trận thua 2-0 trước Liverpool tại Madrid.

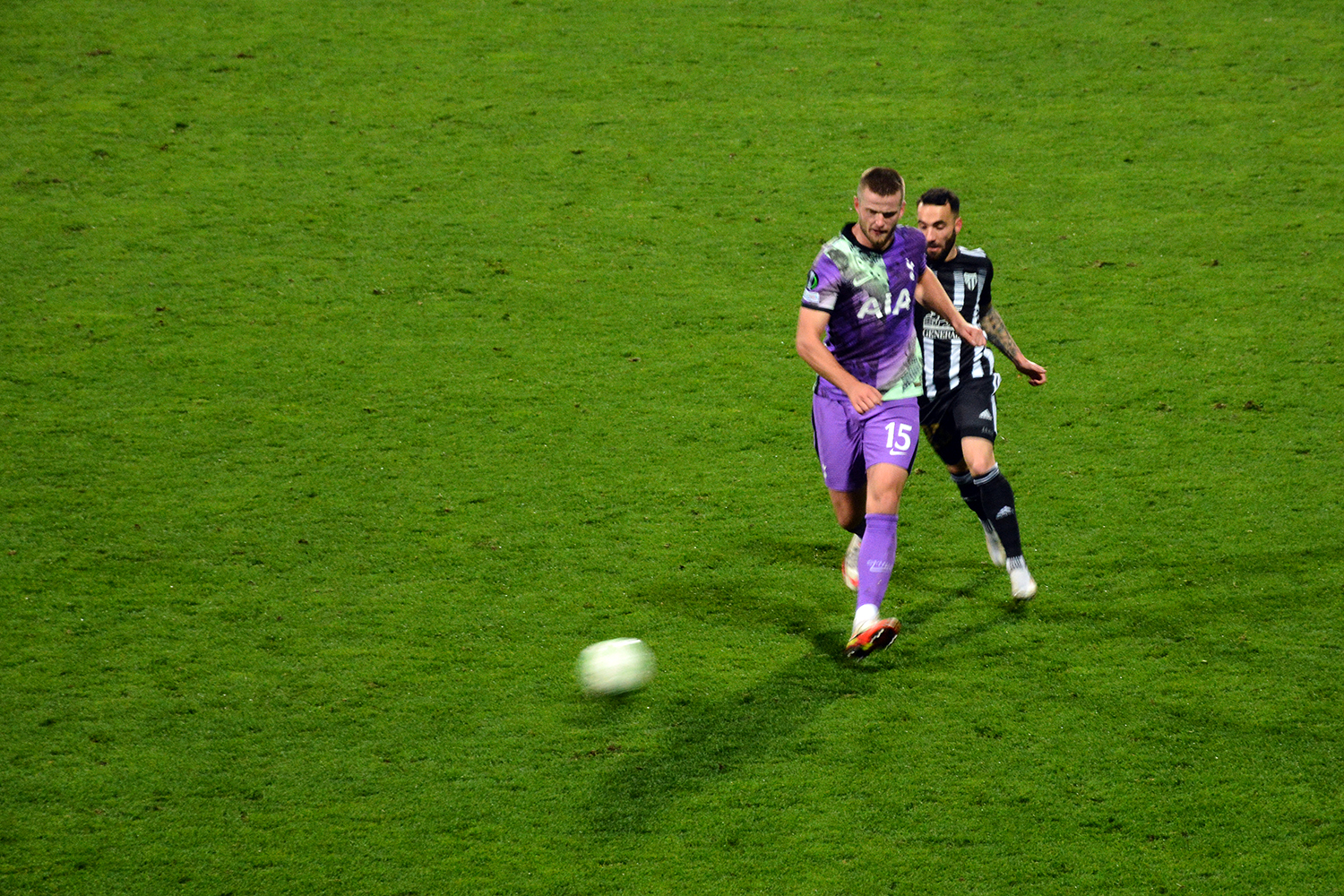
Dier tranh chấp bóng với Mitja Lotrič của NŠ Mura trong trận đấu đầu tiên của UEFA Europa Conference League, 2021

Dier đã phải trải qua một thủ thuật khác trước khi bắt đầu mùa giải 2019–20, và không đá chính trận đầu tiên của mùa giải cho đến ngày 24 tháng 9. Trận đấu này, một trận đấu EFL Cup gặp Colchester United, một đội bóng ở giải đấu thấp hơn, đã kết thúc tồi tệ khi họ thua trong loạt sút luân lưu. Anh đã chơi tốt hơn trong trận đấu Champions League gặp Red Star Belgrade, giúp đội giành chiến thắng 4-0 trên sân khách.
Vào ngày 4 tháng 3 năm 2020, Dier đã xảy ra xô xát với một khán giả trên khán đài sau khi Tottenham thua Norwich City ở FA Cup. Dier đã trèo lên khán đài ở tầng dưới của Sân vận động Tottenham Hotspur sau khi người này "lăng mạ" Dier và xảy ra tranh chấp với anh trai của Dier là Patrick, người cũng đang ở trên khán đài. Ngày hôm sau, Cảnh sát Metropolitan cho biết họ muốn phỏng vấn Dier, anh trai của anh và người ủng hộ được cho là liên quan đến vụ việc. Vào ngày 23 tháng 4, Dier bị FA cáo buộc có hành vi sai trái vì vi phạm Quy tắc E3 của FA do hành động "không đúng mực và/hoặc đe dọa" của mình. Vào tháng 7 năm 2020, Dier bị phạt 40.000 bảng và bị cấm thi đấu 4 trận.
Vào ngày 21 tháng 7 năm 2020, Dier đã ký hợp đồng được cải thiện cho đến tháng 6 năm 2024.

## Sự nghiệp quốc tế

### Thời trẻ

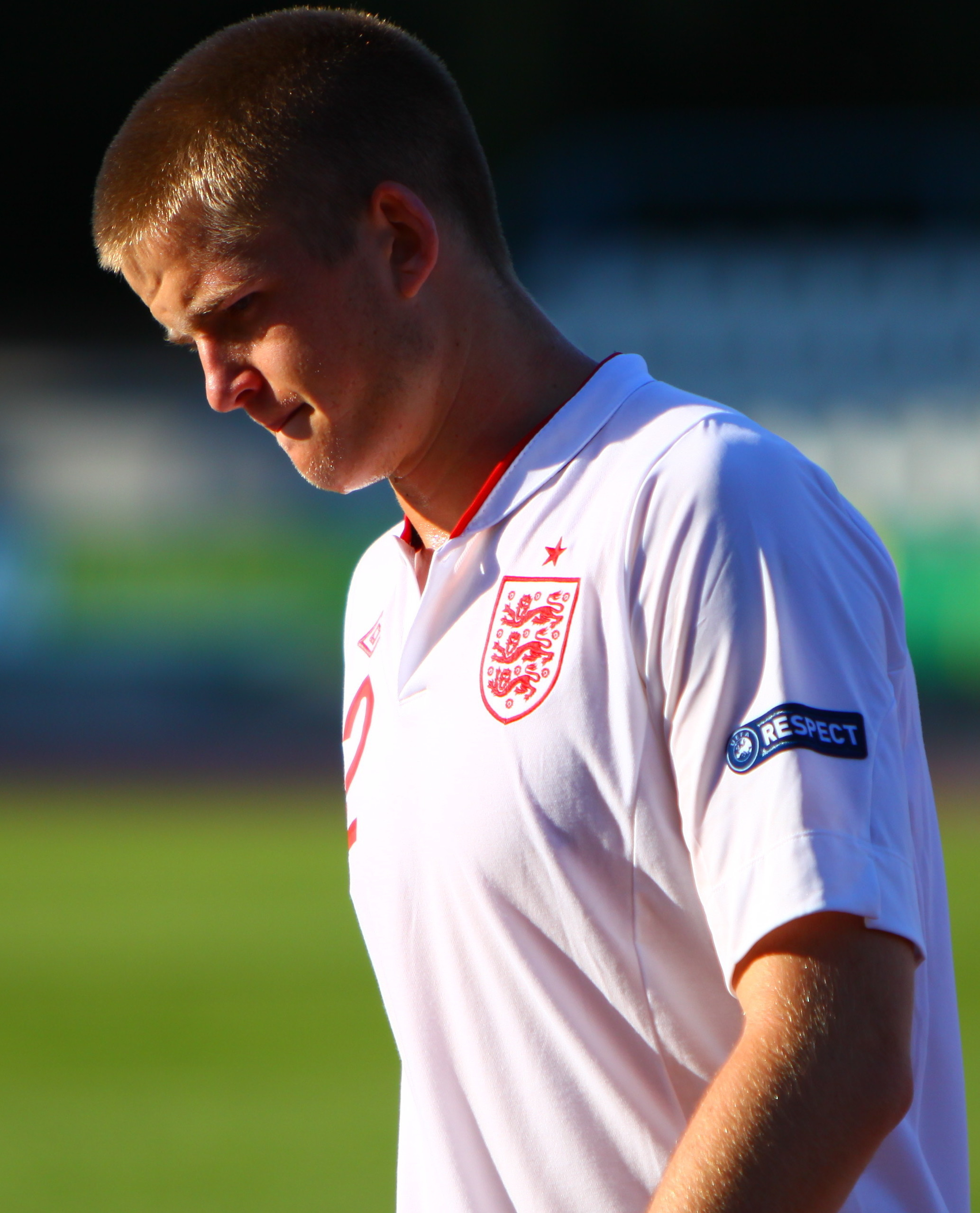
Dier chơi cho U19 Anh năm 2012

Dier đã được Liên đoàn Bóng đá Bồ Đào Nha tiếp cận để chơi cho Bồ Đào Nha trong tương lai, nhưng chỉ có thể làm điều này sau khi anh tròn 18 tuổi. Anh đã tham gia vào một chiến dịch quảng cáo trang phục đội tuyển Anh gây chú ý cho nhà sản xuất trang phục thể thao Umbro. Sau khi ký hợp đồng với Everton, một phát ngôn viên của FA cho biết, "Ý định của chúng tôi là chọn anh ấy vào đội trẻ trong những tuần tới," đề cập đến giải đấu quốc tế Algarve Tournament dành cho lứa tuổi dưới 17 năm năm 2011.
Dier nhận được lời triệu tập đầu tiên vào đội tuyển Anh vào tháng 11 năm 2011 khi huấn luyện viên trưởng đội U-18 Noel Blake chọn anh cho trận đấu gặp Slovakia. Anh đã chơi trọn vẹn 90 phút trong trận hòa 1-1 vào ngày 16 tháng 11 năm 2011.
Vào ngày 28 tháng 5 năm 2013, anh được huấn luyện viên Peter Taylor đưa vào danh sách 21 cầu thủ tham dự FIFA U-20 World Cup 2013. Anh ra mắt vào ngày 16 tháng 6 trong chiến thắng 3-0 trong trận giao hữu gặp Uruguay.
Dier ra mắt đội tuyển U-21 Anh vào ngày 13 tháng 8 năm 2013 trong chiến thắng 6-0 trước Scotland. Năm 2014, anh rút khỏi đội tuyển, thông báo cho huấn luyện viên Gareth Southgate rằng anh không muốn được bố trí ở vị trí hậu vệ phải nữa và muốn tập trung vào vị trí trung vệ tại câu lạc bộ của mình, Tottenham.

### Đội tuyển quốc gia

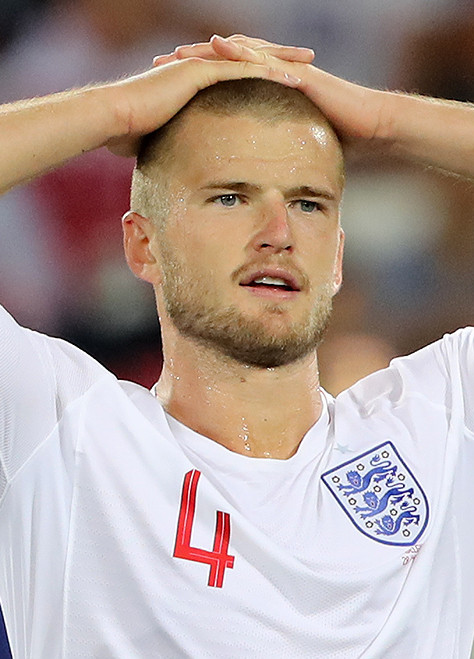
Dier chơi cho đội tuyển Anh tại FIFA World Cup 2018

Vào ngày 5 tháng 11 năm 2015, Dier lần đầu tiên được huấn luyện viên Roy Hodgson triệu tập lên đội tuyển quốc gia Anh để tham dự các trận giao hữu với Tây Ban Nha và Pháp. Anh đã ra mắt tám ngày sau đó trong trận thua 0-2 trước Tây Ban Nha tại sân vận động José Rico Pérez ở Alicante với tư cách là người vào sân thay người ở phút thứ 63 cùng với đồng đội Tottenham Dele Alli. Dier có trận đá chính đầu tiên vào ngày 17 tháng 11 trước Pháp trong chiến thắng 2-0 tại Wembley. Vào ngày 26 tháng 3 năm 2016, anh đã ghi bàn thắng quốc tế đầu tiên của mình, đánh đầu từ quả phạt góc của Jordan Henderson để ghi bàn thắng quyết định trong chiến thắng 3-2 trước Đức ở Berlin.
Dier được chọn tham dự UEFA Euro 2016 ở Pháp. Trong trận mở màn của Anh gặp Nga tại Stade Vélodrome, anh đã mở tỷ số trong trận hòa 1-1 bằng một cú đá phạt trực tiếp.
Vào ngày 10 tháng 11 năm 2017, Dier lần đầu tiên đeo băng thủ lĩnh đội tuyển Anh trong trận giao hữu gặp Đức tại Wembley, trận đấu kết thúc với tỷ số hòa 0-0.
Anh được gọi vào đội hình 23 người của đội tuyển Anh tham dự FIFA World Cup 2018, và đeo băng đội trưởng trong trận đấu cuối cùng của vòng bảng gặp Bỉ. Dier ghi bàn thắng quyết định trên chấm phạt đền trong trận vòng 1/8 gặp Colombia, mang về cho Anh chiến thắng đầu tiên trong loạt sút luân lưu tại World Cup và chiến thắng đầu tiên trong loạt sút luân lưu chính thức kể từ Euro 1996.
Vào tháng 9 năm 2022, Dier nhận được lời triệu tập đầu tiên vào đội tuyển Anh sau 18 tháng để tham dự các trận đấu UEFA Nations League gặp Ý và Đức. Anh đá chính trong trận thua 1-0 trước Ý tại San Siro. Một tháng sau, anh được đưa vào đội hình 26 người tham dự FIFA World Cup 2022 tại Qatar.

## Phong cách chơi
Dier có thể chơi ở vị trí tiền vệ, trung vệ và hậu vệ phải. Sự linh hoạt của anh đã giúp Tottenham có thể áp dụng hiệu quả một cách tiếp cận linh hoạt, cho phép họ chuyển đổi hệ thống một cách hiệu quả trong một trận đấu duy nhất. Dier nói rằng anh đã kết hợp phong cách bóng đá Bồ Đào Nha và Anh của riêng mình. Năm 2018, Mark Ogden của ESPN đã mô tả Dier là "một tay phá hủy hơn là một người sáng tạo"..

## Thống kê sự nghiệp

### Câu lạc bộ
Tính đến trận đấu diễn ra ngày 6 tháng 5 năm 2023
| Câu lạc bộ        | Mùa            | Giải đấu       | Giải đấu | Giải đấu  | Cúp quốc gia | Cúp quốc gia | Cúp Liên đoàn | Cúp Liên đoàn | Châu Âu  | Châu Âu   | Tổng cộng | Tổng cộng |
| Câu lạc bộ        | Mùa            | Bảng đấu       | Trận đấu | Bàn thắng | Trận đấu     | Bàn thắng    | Trận đấu      | Bàn thắng     | Trận đấu | Bàn thắng | Trận đấu  | Bàn thắng |
| ----------------- | -------------- | -------------- | -------- | --------- | ------------ | ------------ | ------------- | ------------- | -------- | --------- | --------- | --------- |
| Sporting CP B     | 2012–13        | Segunda Liga   | 7        | 2         | —            | —            | —             | —             | —        | —         | 7         | 2         |
| Sporting CP B     | 2013–14        | Segunda Liga   | 9        | 0         | —            | —            | —             | —             | —        | —         | 9         | 0         |
| Sporting CP B     | Tổng           | Tổng           | 16       | 2         | —            | —            | —             | —             | —        | —         | 16        | 2         |
| Sporting CP       | 2012–13        | Primeira Liga  | 14       | 1         | 0            | 0            | 1             | 0             | 0        | 0         | 15        | 1         |
| Sporting CP       | 2013–14        | Primeira Liga  | 13       | 0         | 0            | 0            | 3             | 0             | —        | —         | 16        | 0         |
| Sporting CP       | Tổng           | Tổng           | 27       | 1         | 0            | 0            | 4             | 0             | 0        | 0         | 31        | 1         |
| Tottenham Hotspur | 2014–15        | Premier League | 28       | 2         | 1            | 0            | 3             | 0             | 4        | 0         | 36        | 2         |
| Tottenham Hotspur | 2015–16        | Premier League | 37       | 3         | 4            | 1            | 1             | 0             | 9        | 0         | 51        | 4         |
| Tottenham Hotspur | 2016–17        | Premier League | 36       | 2         | 4            | 0            | 1             | 0             | 7        | 0         | 48        | 2         |
| Tottenham Hotspur | 2017–18        | Premier League | 34       | 0         | 4            | 0            | 2             | 0             | 7        | 0         | 47        | 0         |
| Tottenham Hotspur | 2018–19        | Premier League | 20       | 3         | 1            | 0            | 1             | 0             | 6        | 0         | 28        | 3         |
| Tottenham Hotspur | 2019–20        | Premier League | 19       | 0         | 5            | 0            | 1             | 0             | 5        | 0         | 30        | 0         |
| Tottenham Hotspur | 2020–21        | Premier League | 28       | 0         | 0            | 0            | 4             | 0             | 7        | 0         | 39        | 0         |
| Tottenham Hotspur | 2021–22        | Premier League | 35       | 0         | 1            | 0            | 1             | 0             | 3        | 0         | 40        | 0         |
| Tottenham Hotspur | 2022–23        | Premier League | 33       | 2         | 1            | 0            | 1             | 0             | 7        | 0         | 42        | 2         |
| Tottenham Hotspur | Total          | Total          | 270      | 12        | 21           | 1            | 15            | 0             | 55       | 0         | 361       | 13        |
| Tổng sự nghiệp    | Tổng sự nghiệp | Tổng sự nghiệp | 313      | 15        | 21           | 1            | 19            | 0             | 55       | 0         | 408       | 16        |

1. ↑  Bao gồm FA Cup
2. ↑  Bao gồm Taça da Liga, Cúp Liên đoàn bóng đá/ EFL Cup
3. 1 2 3  Appearances in UEFA Europa League
4. ↑  Five appearances in UEFA Champions League, two in UEFA Europa League
5. 1 2 3 4  Appearances in UEFA Champions League
6. ↑  Appearances in UEFA Europa Conference League

### Quốc tế
Tính đến trận đấu diễn ra ngày 4 tháng 12 năm 2022
| Đội tuyển quốc gia | Năm  | Trận đấu | Bàn thắng |
| ------------------ | ---- | -------- | --------- |
| Đội tuyển Anh      | 2015 | 2        | 0         |
| Đội tuyển Anh      | 2016 | 13       | 2         |
| Đội tuyển Anh      | 2017 | 8        | 1         |
| Đội tuyển Anh      | 2018 | 15       | 0         |
| Đội tuyển Anh      | 2019 | 2        | 0         |
| Đội tuyển Anh      | 2020 | 5        | 0         |
| Đội tuyển Anh      | 2022 | 4        | 0         |
| Tổng               | Tổng | 49       | 3         |

Tính đến trận đấu diễn ra ngày 4 tháng 12 năm 2022
Tỷ số của đội tuyển Anh được liệt kê đầu tiên, cột tỷ số biểu thị tỷ số sau mỗi bàn thắng của Dier
| Số | Ngày                | Sân vận động                     | Số áo | Đối thủ  | Tỉ số | Kết quả | Giải đấu                                     | Ref.   |
| -- | ------------------- | -------------------------------- | ----- | -------- | ----- | ------- | -------------------------------------------- | ------ |
| 1  | 26 tháng 3 năm 2016 | Olympiastadion, Berlin, Đức      | 3     | Đức      | 3–2   | 3–2     | Trận đấu giao hữu                            | [ 84 ] |
| 2  | 11 tháng 6 năm 2016 | Stade Vélodrome, Marseille, Pháp | 8     | Nga      | 1–0   | 1–1     | UEFA Euro 2016                               | [ 85 ] |
| 3  | 4 tháng 9 năm 2017  | Wembley Stadium, London, Anh     | 20    | Slovakia | 1–1   | 2–1     | Vòng loại Giải vô địch bóng đá thế giới 2018 | [ 86 ] |

## Danh hiệu
Tottenham Hotspur
- Á quân Football League Cup/EFL Cup: 2014–15,[26] 2020–21[87]
- Á quân UEFA Champions League: 2018–19[41]

Anh
- Hạng ba UEFA Nations League: 2018–19[88]